# دیوید مکنزی
دیوید مکنزی (انگلیسی: David Mackenzie؛ زادهٔ ۱۰ مهٔ ۱۹۶۶) کارگردان و فیلم‌نامه‌نویس  بریتانیایی است. وی اهل اسکاتلند و از بنیان‌گذاران شرکت سیگما فیلمز در گلاسگو است.
مکنزی تا کنون ۹ فیلم را در کارنامهٔ خود دارد که دو مورد از آناگر سنگ از آسمان ببارد و پادشاه یاغی است.